# Somatidia antarctica
Somatidia antarctica är en skalbaggsart som först beskrevs av White 1846.  Somatidia antarctica ingår i släktet Somatidia och familjen långhorningar. Inga underarter finns listade i Catalogue of Life.